# 11e division d'infanterie (États-Unis)
Pour les articles homonymes, voir 11e division d'infanterie.

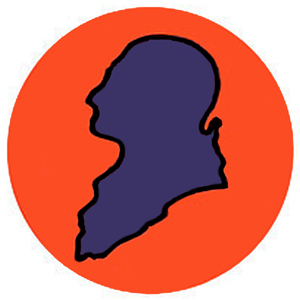
Insigne de la 11e division d'infanterie.

La 11e division d'infanterie (en anglais : 11th Infantry Division) est une division de l'armée américaine active lors de la Première Guerre mondiale et la Seconde Guerre mondiale (opération Fortitude).